# Annahütte

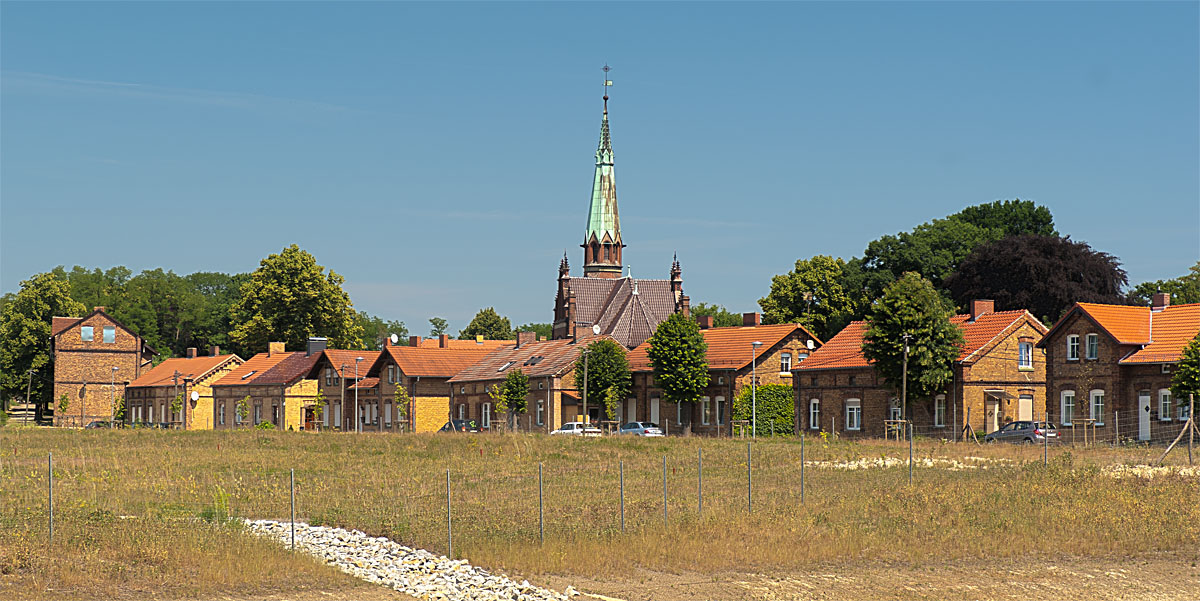
Blick nach Annahütte

Annahütte (bis 1936 Särchen, niedersorbisch Ždźark) ist ein Teil der Gemeinde Schipkau in Brandenburg. Ortsbürgermeister ist Andreas Jurczyk (2019).

## Geschichte

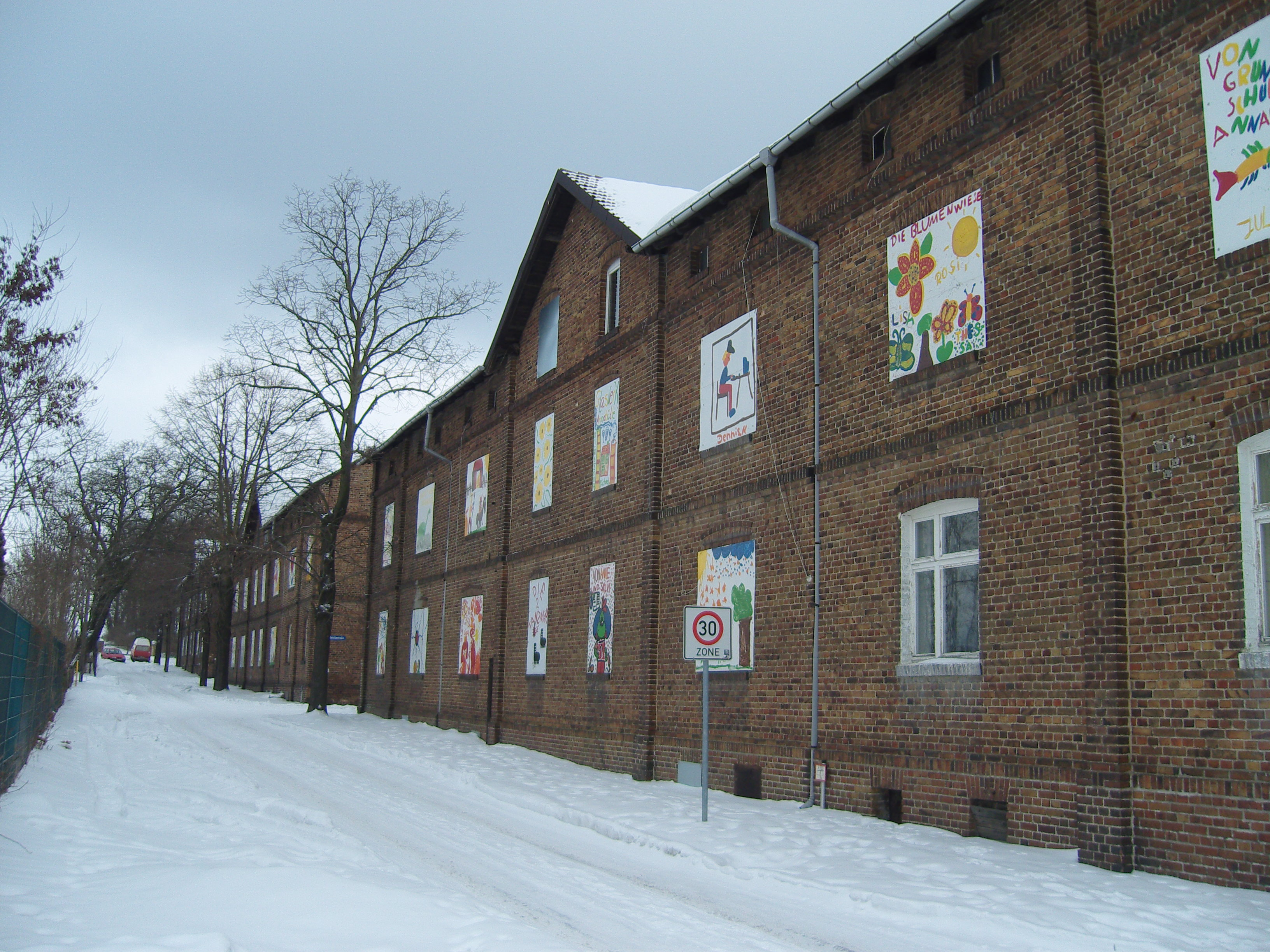
Glashüttenstraße – Teil der Glasarbeitersiedlung

Die erste urkundliche Erwähnung des Ortes stammt von 1418 als Serchin, was Ort, der durch Brandrodung entstand bedeutet.
Die Entwicklung des Bauerndorfes schritt nur langsam voran. Im Jahr 1856 wurde eine Glashütte eröffnet. Im Jahr 1870 wurde in der Gegend Braunkohle abgebaut. Ab 1872 wurde so im Dorf ein merklicher Aufschwung spürbar. Die Einwohnerzahl erhöhte sich von 250 auf etwa 3500 im Jahr 1912. In dieser Zeit erhielt der Ort auch seine Schule, eine Post, ein Freibad und einen Anschluss an das Schienennetz. Die Glashütte wurde zu einem kleinen Industriekomplex erweitert. In der zweiten Hälfte des 19. Jahrhunderts verdrängte die deutsche die niedersorbische Sprache.
Im Jahr 1938 wurde der Name des Ortes von Särchen in Annahütte geändert. Dies war der Name der Glashütte, die wiederum seit 1874 den Namen der Frau des damaligen Besitzers trug.
Nach dem Zweiten Weltkrieg wurden die Brikettfabriken als Kriegsentschädigung demontiert und die verbleibenden Industrieanlagen wurden verstaatlicht.
Die Gegend wurde zum Bergbauschutzgebiet erklärt und damit wurden alle Investitionen in Annahütte gestoppt. Die Pläne zur Devastierung des Dorfes wurden später aufgehoben, aber nach einem neuen Plan von 1984 sollte 2000 die Überbaggerung erfolgen. Durch die Wende 1989/1990 wurden diese Pläne aber erneut aufgegeben. Die in den folgenden Jahren versuchte Privatisierung der Glashütte scheiterte.
Zum 31. Dezember 2001 schlossen sich die Gemeinden Schipkau, Annahütte, Klettwitz, Meuro, Drochow und Hörlitz zur amtsfreien Gemeinde Schipkau zusammen.

## Einwohnerentwicklung
Zu Annahütte gehören die beiden Wohnplätze Herrnmühle und Karl-Marx-Siedlung.
| Einwohnerentwicklung in Annahütte von 1875 bis 2000 | Einwohnerentwicklung in Annahütte von 1875 bis 2000 | Einwohnerentwicklung in Annahütte von 1875 bis 2000 | Einwohnerentwicklung in Annahütte von 1875 bis 2000 | Einwohnerentwicklung in Annahütte von 1875 bis 2000 | Einwohnerentwicklung in Annahütte von 1875 bis 2000 | Einwohnerentwicklung in Annahütte von 1875 bis 2000 | Einwohnerentwicklung in Annahütte von 1875 bis 2000 | Einwohnerentwicklung in Annahütte von 1875 bis 2000 | Einwohnerentwicklung in Annahütte von 1875 bis 2000 | Einwohnerentwicklung in Annahütte von 1875 bis 2000 | Einwohnerentwicklung in Annahütte von 1875 bis 2000 |
| Jahr                                                | Einwohner                                           | Jahr                                                | Einwohner                                           | Jahr                                                | Einwohner                                           | Jahr                                                | Einwohner                                           | Jahr                                                | Einwohner                                           | Jahr                                                | Einwohner                                           |
| --------------------------------------------------- | --------------------------------------------------- | --------------------------------------------------- | --------------------------------------------------- | --------------------------------------------------- | --------------------------------------------------- | --------------------------------------------------- | --------------------------------------------------- | --------------------------------------------------- | --------------------------------------------------- | --------------------------------------------------- | --------------------------------------------------- |
| 1875                                                | 434                                                 | 1890                                                | 832                                                 | 1910                                                | 2757                                                | 1925                                                | 3242                                                | 1933                                                | 3400                                                | 1939                                                | 3178                                                |
| 1946                                                | 3401                                                | 1950                                                | 3301                                                | 1964                                                | 2740                                                | 1971                                                | 2556                                                | 1981                                                | 1986                                                | 1985                                                | 1812                                                |
| 1989                                                | 1563                                                | 1990                                                | 1513                                                | 1991                                                | 1438                                                | 1992                                                | 1381                                                | 1993                                                | 1318                                                | 1994                                                | 1230                                                |
| 1995                                                | 1211                                                | 1996                                                | 1168                                                | 1997                                                | 1149                                                | 1998                                                | 1147                                                | 1999                                                | 1159                                                | 2000                                                | 1161                                                |

## Kultur und Sehenswürdigkeiten

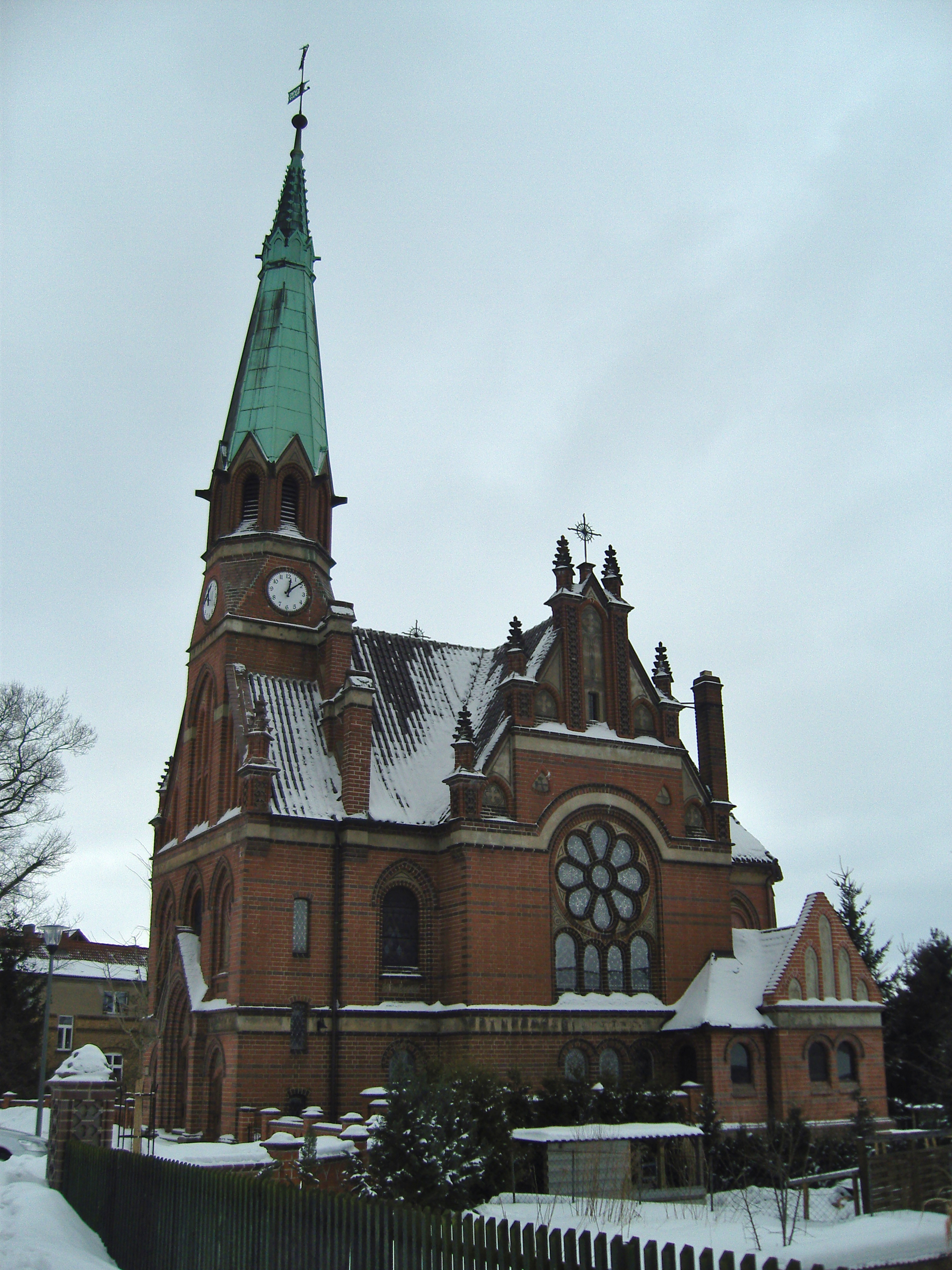
Henrietten-Kirche

Kultureller Mittelpunkt und eines der Wahrzeichen von Annahütte und ein auch über die Grenzen der Gemeinde hinaus bekannter Veranstaltungsort ist die Henrietten-Kirche. Die Henriettenkirche wird nicht nur für Gottesdienste genutzt. So organisiert der Förderverein Annahütte Lausitz e. V. in der Kirche Konzerte und andere kulturelle Veranstaltungen. Der Erlös kommt dem Erhalt und der weiteren Restaurierung des unter Denkmalschutz stehenden Gebäudes zugute. Die Kirche gehört wie die angrenzenden Glasarbeitersiedlung zu den Baudenkmalen der Gemeinde Schipkau.
Der Karnevalsclub Annahütte 1948 e. V. vollzog 2007/2008 seine 60. Saison.
Das ehemalige Freibad wurde zur Begegnungsstätte E.C.A. Camp Ökotanien umgestaltet.

## Öffentliche Einrichtungen
Der Kindergarten Glassternchen befindet sich im historischen Menagerie-Gebäude der Glashüttensiedlung. Zudem gibt es eine Grundschule. Die Freiwillige Feuerwehr Annahütte sorgt für den Brandschutz und die allgemeine Hilfe insbesondere auf Ortsebene; ihr gehört auch eine Jugendfeuerwehr an.

## Verkehr
Auf dem nordwestlichen Abschnitt der Bahnstrecke Finsterwalde–Schipkau mit dem Bahnhof Annahütte wurde der Personenverkehr 1967 eingestellt. Das Bahnhofsgebäude befindet sich mittlerweile in Privatbesitz. Die nächstgelegenen Bahnhöfe mit Personenverkehr sind Senftenberg und Großräschen.
Östlich des Orts verläuft die Autobahn A 13 mit einer Anschlussstelle in Klettwitz.

## Persönlichkeiten
- Tilo Acksel (* 1970), Schauspieler und Moderator
- Gerd Audehm (* 1968), Radrennfahrer
- Solveig August (* 1969), Schauspielerin
- Daniela Döring (* 1966), Ingenieurin, Professorin für Systemtechnik an der Brandenburgischen Technischen Universität Cottbus-Senftenberg
- Walter Nowojski (1931–2012), Germanist
- Jörg Woltmann (* 1968), Fußballspieler